# Marianna Kijanowska
Marianna Kijanowska (Маріанна Ярославівна Кіяновська, ur. 17 listopada 1973 w Żółkwi) – ukraińska poetka, prozaiczka, tłumaczka i badaczka literatury.

## Życiorys
Ukończyła ukrainistykę na Uniwersytecie Lwowskim. W okresie studiów wraz z m.in. Natalią Śniadanko i Marjaną Sawką należała do grupy literackiej MMÛNNA TUGA. Autorka dwunastu tomików poezji oraz dzieł prozatorskich, zadebiutowała w 1997 roku.
Trzykrotnie (2003, 2009 i 2016) otrzymała stypendium w ramach programu Gaude Polonia Narodowego Centrum Kultury. W 2007 roku zyskała także CEI Fellowship For Writers In Residence na Międzynarodowym Festiwalu Literackim Vilenica. W 2011 roku zdobyła nagrodę Międzynarodowego Festiwalu Literackiego Laury Kijowskie, a także znalazła się w finale Nagrody literackiej im. Josepha Conrada-Korzeniowskiego. Tego samego roku zainicjowała powstanie nagrody Welykyj Jiżak (Duży Jeż): pierwszego niepaństwowego wyróżnienia dla ukraińskich twórców literatury dla dzieci. W 2014 roku została wyróżniona odznaką honorową „Zasłużony dla Kultury Polskiej”. W 2020 roku otrzymała Narodową Nagrodę im. Tarasa Szewczenki za zbiór wierszy Babi Jar. Na głosy, w którym wybrzmiały głosy Żydów rozstrzelanych w 1943 roku w Babim Jarze. Tomik ten w przekładzie Adama Pomorskiego został w 2022 roku uhonorowany nagrodą Europejski Poeta Wolności. Tego samego roku Kijanowska otrzymała Międzynarodową Nagrodę Literacką im. Zbigniewa Herberta.
Tłumaczy polską poezję na język ukraiński, w tym wiersze dla dzieci Juliana Tuwima, twórczość Bolesława Leśmiana, Eugeniusza Tkaczyszyna-Dyckiego i Adama Wiedemanna. Jej wiersze na język polski przełożyli Jerzy Litwiniuk, Marek Wawrzyński oraz Aneta Kamińska, Andrij Porytko i Adam Pomorski. 
Jej poezje stanowią część antologii Bohdana Zadury 100 wierszy wolnych z Ukrainy (Biuro Literackie, Kołobrzeg 2022, ISBN 978-83-67249-06-5).
Członkini Stowarzyszenia Pisarzy Ukraińskich oraz Ukraińskiego PEN Clubu.